# Silbitz Group
Die Silbitz Group Beteiligungs GmbH (Silbitz Group) ist ein Firmenverbund von drei Gießereien. Neben dem Hauptsitz in Silbitz, Thüringen, gibt es zwei weitere Standorte in Zeitz, Sachsen-Anhalt und Košice, Slowakei.

## Geschichte
Die Geschichte des Unternehmens beginnt 1896 mit der Gründung der Gießerei Rasberg. 42 Jahre später (1938) wird die Gießerei unter dem heutigen Namen Silbitz gegründet. Zu DDR-Zeiten gehörte die Gießerei als VEB Stahlgießerei Elstertal Silbitz über mehrere Jahre zum Kombinat Gießereianlagenbau und Gußerzeugnisse und ab 1987 zum Kombinat TAKRAF. Seit 1990 trägt die Silbitz Group die Gesellschaftsform GmbH. Im Zuge der guten Auftragslage beginnt 2006 eine Expansion, während der unter anderem die Gießerei Eurocast in Košice erworben wird. 2007 wird die ZGG – Zeitzer Guss GmbH gegründet und mit den Gießereien in Silbitz und Košice zusammengeschlossen.
2013 wird ein Schmelzbetrieb eingeführt und 2014 ein zweites Hallenschiff gebaut.
2015 fand eine Übernahme durch die Deutsche Beteiligungs AG (DBAG) statt. Im Jahre 2016 erfolgt neben dem Erwerb der ehemaligen Achslagerwerke in Staßfurt auch die Neufirmierung in die „Silbitz Group“.

## Standorte
- Silbitz
- Zeitz
- Košice
- Torgelow
- Stassfurt

## Leistungen
- Konstruktionsberatung & Simulation
- Modellbau & Guss
- Mechanische Bearbeitung & Montage
- Qualitätsprüfung & Logistik

## Produkte
Die Silbitz Group fertigt individuelle Produkte bis 45 Tonnen in den Bereichen:
- Antriebstechnik
- Windkrafttechnik
- Energietechnik
- Motorentechnik
- Werkzeugtechnik
- Bahntechnik
- Maschinenbautechnik
- Baumaschinentechnik
- Hütten-/Schmiedetechnik

## Silbitz Group im Fernsehen
Die Gießerei in Silbitz war 2016 Drehort im Weimarer Tatort: Der treue Roy.